# Coleophora albigriseella
Coleophora albigriseella é uma espécie de mariposa do gênero Coleophora pertencente à família Coleophoridae.